# Deutsche Freie-Partie-Meisterschaft 1983/84

Veranstaltungsort: Gütersloh

Die Deutsche Freie-Partie-Meisterschaft 1983/84 ist eine Billard-Turnierserie und fand am 13. Oktober 1983 in Gütersloh zum 21. Mal statt.

## Geschichte
Der Billard-Verband Westfalen als Verband und der 1. BC Gütersloh als lokaler Ausrichter organisierten die Deutsche Meisterschaft.
Erst wurden drei regionale Qualifikationsturniere gespielt. Die jeweiligen Sieger und der Titelverteidiger bestritten das Endturnier.
Zum siebten und letztem Mal wurde Klaus Hose Deutscher Meister in der Freien Partie. In einer einseitigen Finalpartie besiegte er den Münchner Wolfgang Zenkner glatt mit 2:0 Sätzen. Platz drei belegte der Titelverteidiger Heinz Janzen durch einen 2:0 Satzsieg gegen den hochtalentierten 18-jährigen Fabian Blondeel aus Lüdenscheid. Bemerkenswert war auch die Leistung von Thomas Wildförster in der Qualifikation mit 200,75 Generaldurchschnitt (GD).

## Modus
Gespielt wurde in den Qualifikationsgruppen bis 400 Punkte oder 10 Aufnahmen. In der Endrunde wurden zwei Gewinnsätze bis 200 Punkte gespielt. Das gesamte Turnier wurde mit Nachstoß gespielt.
Die Endplatzierung ergab sich aus folgenden Kriterien:
1. Matchpunkte
2. Generaldurchschnitt (GD)
3. Höchstserie (HS)

## Turnierverlauf
| # | Name                            | MP  | GD     | BED    | HS  |
| - | ------------------------------- | --- | ------ | ------ | --- |
| 1 | Wolfgang Zenkner (München)      | 6:0 | 133,33 | 400,00 | 400 |
| 2 | Klaus Müller (Neunkirchen)      | 4:2 | 62,00  | 133,33 | 304 |
| 3 | Willi Steinberger (Kempten)     | 2:4 | 32,38  | 38,40  | 323 |
| 4 | Frank Jungfleisch (Neunkirchen) | 0:6 | 33,95  | –      | 156 |

| MP    | Match Punkte (Sieger = 2; Unentschieden = 1; Verlierer = 0) |
| SV    | Satzverhältnis (nur bei Turnieren im Satzsystem)            |
| Pkte. | Erzielte Karambolagen                                       |
| Aufn. | benötigte Aufnahmen                                         |
| GD    | Generaldurchschnitt                                         |
| MGD   | Mannschafts-Generaldurchschnitt                             |
| BED   | Bester Einzeldurchschnitt eines Spielers                    |
| BEMD  | Bester Einzeldurchschnitt einer Mannschaft                  |
| BSD   | Bester Satzdurchschnitt eines Spielers                      |
| HS    | Höchstserie                                                 |
| WRP   | Weltranglistenpunkte                                        |

| # | Name                         | MP  | GD     | BED    | HS  |
| - | ---------------------------- | --- | ------ | ------ | --- |
| 1 | Klaus Hose (Duisburg)        | 6:0 | 70,07  | 200,00 | 399 |
| 2 | Thomas Wildförster (Velbert) | 4:2 | 200,75 | 400,00 | 400 |
| 3 | Volker Simanowski (Velbert)  | 2:4 | 45,22  | 66,66  | 220 |
| 4 | Uwe Matuszak (Duisburg)      | 0:6 | 17,82  | –      | 154 |

| MP    | Match Punkte (Sieger = 2; Unentschieden = 1; Verlierer = 0) |
| SV    | Satzverhältnis (nur bei Turnieren im Satzsystem)            |
| Pkte. | Erzielte Karambolagen                                       |
| Aufn. | benötigte Aufnahmen                                         |
| GD    | Generaldurchschnitt                                         |
| MGD   | Mannschafts-Generaldurchschnitt                             |
| BED   | Bester Einzeldurchschnitt eines Spielers                    |
| BEMD  | Bester Einzeldurchschnitt einer Mannschaft                  |
| BSD   | Bester Satzdurchschnitt eines Spielers                      |
| HS    | Höchstserie                                                 |
| WRP   | Weltranglistenpunkte                                        |

| # | Name                             | MP  | GD    | BED    | HS  |
| - | -------------------------------- | --- | ----- | ------ | --- |
| 1 | Fabian Blondeel (Lüdenscheid)    | 4:2 | 53,55 | 200,00 | 377 |
| 2 | Hans Wernikowski (Gelsenkirchen) | 4:2 | 51,88 | 200,00 | 361 |
| 3 | Harald Gast (Dortmund)           | 2:4 | 41,38 | 44,44  | 247 |
| 4 | Roger Schaewe (Hamburg)          | 2:4 | 16,19 | 21,60  | 160 |

| MP    | Match Punkte (Sieger = 2; Unentschieden = 1; Verlierer = 0) |
| SV    | Satzverhältnis (nur bei Turnieren im Satzsystem)            |
| Pkte. | Erzielte Karambolagen                                       |
| Aufn. | benötigte Aufnahmen                                         |
| GD    | Generaldurchschnitt                                         |
| MGD   | Mannschafts-Generaldurchschnitt                             |
| BED   | Bester Einzeldurchschnitt eines Spielers                    |
| BEMD  | Bester Einzeldurchschnitt einer Mannschaft                  |
| BSD   | Bester Satzdurchschnitt eines Spielers                      |
| HS    | Höchstserie                                                 |
| WRP   | Weltranglistenpunkte                                        |

### Finalrunde
| Name             | MP  | SP  | 1. Satz | 2. Satz | 3. Satz | Pkte. | Aufn. | GD     | BSD    | HS  |
| ---------------- | --- | --- | ------- | ------- | ------- | ----- | ----- | ------ | ------ | --- |
| Halbfinale       |     |     |         |         |         |       |       |        |        |     |
| Heinz Janzen     | 0:2 | 0:4 | 155(3)  | 0(1)    |         | 155   | 4     | 38,75  | -      | 144 |
| Wolfgang Zenkner | 2:0 | 4:0 | 200(3)  | 200(1)  |         | 400   | 4     | 100,00 | 200,00 | 200 |
| Klaus Hose       | 2:0 | 4:2 | 200(4)  | 2(1)    | 200(1)  | 402   | 6     | 67,00  | 200,00 | 200 |
| Fabian Blondeel  | 0:2 | 2:4 | 52(4)   | 200(1)  | 1(1)    | 253   | 6     | 42,16  | 200,00 | 200 |
| Spiel um Platz 3 |     |     |         |         |         |       |       |        |        |     |
| Heinz Janzen     | 2:0 | 4:0 | 200(1)  | 200(2)  |         | 400   | 3     | 133,33 | 200,00 | 200 |
| Fabian Blondeel  | 0:2 | 0:4 | 0(1)    | 26(2)   |         | 26    | 3     | 8,66   | -      | 23  |
| Finale           |     |     |         |         |         |       |       |        |        |     |
| Wolfgang Zenkner | 0:2 | 0:4 | 5(1)    | 3(5)    |         | 8     | 6     | 1,33   | -      | 5   |
| Klaus Hose       | 2:0 | 4:0 | 200(1)  | 200(5)  |         | 400   | 6     | 66,66  | 200,00 | 200 |

### Abschlusstabelle
| MP    | Match Points (Sieger = 2; Unentschieden = 1; Verlierer = 0) |
| Pkte. | Erzielte Karambolagen                                       |
| Aufn. | Benötigte Versuche                                          |
| GD    | Generaldurchschnitt                                         |
| BED   | Bester Einzeldurchschnitt eines Spielers                    |
| HS    | Höchstserie                                                 |
|       | Bester GD des Turniers                                      |
|       | Bester ED des Turniers                                      |
|       | Beste HS des Turniers                                       |
|       | 1. Platz (Gold)                                             |
|       | 2. Platz (Silber)                                           |
|       | 3. Platz (Bronze)                                           |

| Endklassement              | Endklassement                 | Endklassement | Endklassement | Endklassement | Endklassement | Endklassement | Endklassement | Endklassement | Endklassement |
| Platz                      | Name                          | MP            | SP            | Pkt.          | Aufn.         | GD            | BED           | BSD           | HS            |
| -------------------------- | ----------------------------- | ------------- | ------------- | ------------- | ------------- | ------------- | ------------- | ------------- | ------------- |
| 1                          | Klaus Hose (Duisburg)         | 4:0           | 8:2           | 802           | 12            | 66,83         | 67,00         | 200,00        | 402           |
| 2                          | Wolfgang Zenkner (München)    | 2:2           | 4:4           | 408           | 10            | 40,80         | 100,00        | 200,00        | 344           |
| 3                          | Heinz Janzen (Bottrop)        | 2:2           | 4:4           | 555           | 7             | 79,28         | 133,33        | 200,00        | 341           |
| 4                          | Fabian Blondeel (Lüdenscheid) | 0:4           | 0:6           | 279           | 9             | 31,00         | –             | -             | 201           |
| Turnierdurchschnitt: 53,78 |                               |               |               |               |               |               |               |               |               |